# Fantasia coral
La Fantasia coral, Fantasia en do menor per a piano, solistes, cor i orquestra, op. 80, va ser composta el 1808 per Ludwig van Beethoven.

## Composició i estrena
La Fantasia coral es va interpretar per primera vegada en un concert benèfic a l'Akademie el 22 de desembre de 1808, sala que també va veure l'estrena de la Simfonia núm. 5 i la núm. 6 i el Concert per a piano núm. 4, així com una representació de fragments de la Missa en do major. Per concloure aquest programa de concerts memorables, Beethoven volia un "brillant Finale" que unís en una sola peça els diferents elements musicals presentats: el piano, els solistes, el cor i l'orquestra. La Fantasia op. 80 va ser, per tant, composta expressament per complir aquesta funció. El mateix Beethoven tocava la part de piano i el solo ofereix només un exemple de la seva capacitat d'improvisació; en l'estrena, de fet, va improvisar aquesta part.
Beethoven va escriure la peça durant la segona quinzena de desembre, en poc temps, fet inusual en ell. Va encarregar a un poeta que escrivís les paraules poc abans de l'actuació per adaptar-se a les parts ja escrites. La identitat del poeta és motiu de discussió. D'acord amb Carl Czerny, alumne de Beethoven, el poeta va ser Christoph Kuffner. Un expert sobre Beethoven, Gustav Nottebohm (1817-1882), dubtava d'aquesta atribució i suggerí que podria haver estat Georg Friedrich Treitschke, que el 1814 va elaborar el text final de l'òpera de Beethoven Fidelio.
L'estrena sembla que fou bastant problemàtica. Segons el secretari del compositor, Anton Schindler, "simplement es va enfonsar", un resultat més que probable i atribuïble al poc temps d'assaig. A causa d'un error en l'execució de l'obra, es va parar i va caldre tornar a començar. Thayer narra una explicació per part d'Ignaz von Seyfried sobre els problemes a l'estrena.

## La Fantasia coral i la Novena Simfonia
La Fantasia coral inclou una sèrie de variacions sobre un tema que, en general, es considera com una primera versió del tema que Beethoven fa servir amb les paraules de l'Himne a l'Alegria de Schiller en el quart moviment de la Simfonia núm. 9. Els dos temes es comparen a continuació:
- Fantasia coral

- Novena simfonia

Michael Broyles ha suggerit una altra similitud musical: les dues obres comparteixen essencialment la mateixa seqüència harmònica en els seus moments culminants, els acords (en do major) C F D (G) E♭, on el E♭ es destaca del seu context harmònic i es toca en fortissimo. Les paraules cantades en la Fantasia coral, en aquest punt, són: "Lieb und Kraft" ("l'amor i la força") i en la Novena Simfonia, "Über'm Sternenzelt! Über Sternen muss er wohnen." ("Per damunt de les estrelles, per damunt de les estrelles ha d'habitar").
També hi ha afinitats en els textos. El tema del text de la Fantasia coral, la fraternitat universal amb la reunió de les arts, evoca sentiments similars als de l'Himne a l'alegria. El mateix Beethoven va reconèixer el parentiu de les dues obres. En una carta de 1824, quan estava escrivint la Novena Simfonia, va descriure el seu projecte com "un ajust de les paraules de l'immortal Lied an die Freude de Schiller, de la mateixa manera com la meva fantasia per a piano amb cor, però en una escala molt més gran."
El tema de la Fantasia coral és d'una obra anterior de Beethoven: és una versió lleugerament modificada del Gegenliebe, un lied per a veu i piano escrit cap al 1794 o 1795.